# Tobias Hedström
Tobias Hedström (ur. 3 grudnia 1998) – szwedzki narciarz alpejski, mistrz świata juniorów.

## Kariera
Po raz pierwszy na arenie międzynarodowej pojawił się 15 listopada 2014 roku, kiedy podczas zawodów FIS Race w szwedzkim Kåbdalis w slalomie zajął 66. pozycję na 74 sklasyfikowanych zawodników. W 2017 roku po raz pierwszy wziął udział na mistrzostwach świata juniorów, odbywających się wówczas w Åre. Rok później na mistrzostwach świata juniorów w Davos uplasował się między innymi na 9. pozycji w supergigancie. W 2019 roku zdobył złoty medal w superkombinacji podczas mistrzostw świata juniorów w Val di Fassa.

## Osiągnięcia

### Mistrzostwa świata juniorów
| Miejsce | Dzień       | Rok  | Miejscowość  | Konkurencja     | Czas biegu | Strata | Zwycięzca      |
| ------- | ----------- | ---- | ------------ | --------------- | ---------- | ------ | -------------- |
| DNS1    | 13 marca    | 2017 | Åre          | Gigant          | –          | –      | Loïc Meillard  |
| 25.     | 31 stycznia | 2018 | Davos        | Zjazd           | 2:21,70    | +1,52  | Marco Odermatt |
| 9.      | 2 lutego    | 2018 | Davos        | Supegigant      | 1:09,30    | +1,71  | Marco Odermatt |
| DNF1    | 4 lutego    | 2018 | Davos        | Superkombinacja | –          | –      | Marco Odermatt |
| 35.     | 6 lutego    | 2018 | Davos        | Gigant          | 1:45,72    | +6,25  | Marco Odermatt |
| DNF1    | 7 lutego    | 2018 | Davos        | Slalom          | –          | –      | Clément Noël   |
| 25.     | 20 lutego   | 2019 | Val di Fassa | Zjazd           | 1:22,31    | +2,10  | Lars Rösti     |
| 20.     | 21 lutego   | 2019 | Val di Fassa | Supergigant     | 1:11,52    | +2,23  | River Radamus  |
| 1.      | 23 lutego   | 2019 | Val di Fassa | Superkombinacja | 2:04,03    | –      | –              |
| DNF1    | 25 lutego   | 2019 | Val di Fassa | Gigant          | –          | –      | River Radamus  |
| DNF1    | 26 lutego   | 2019 | Val di Fassa | Slalom          | –          | –      | Alex Vinatzer  |